# 胡桥街道
胡桥街道，是中华人民共和国河南省新乡市辉县市下辖的一个乡镇级行政单位。

## 行政区划
胡桥街道下辖以下地区：
三小营社区、胡桥社区、南冀庄社区、油房头社区、樊寨村、八十亩地村、太平庄村、所可楼村、张湾村、段庄村、裴闸村、请下佛村、南观营村、南云门村、时小庄村、刘小庄村和董小庄村。